# Népafénac
Le népafénac, est vendu entre autres sous le nom de marque Nevanac.

## Usage médical
Est un anti-inflammatoire non stéroïdien  utilisé pour traiter la douleur et l'inflammation associées à la chirurgie de la cataracte. Le médicament est utilisé comme collyre.

## Effets secondaires
Les effets secondaires de ce médicament comprennent une irritation des yeux;  d'autres effets secondaires peuvent inclure une kératite et un hyphéma. Il agit en inhibant la COX-1 et la COX-2 et en diminuant ainsi les prostaglandines,.

## Histoire
Le médicament  a été approuvé pour un usage médical aux États-Unis en 2005 et en Europe en 2007,. Au Royaume-Uni, une bouteille coûte au NHS environ 15 livres sterling en 2021. Aux États-Unis, ce montant coûte environ 290 dollars américains.